# Bjørn Arne Nyland
Bjørn Arne Nyland (* 8. října 1962 Lillestrøm) je bývalý norský rychlobruslař.
Roku 1980 se účastnil prvního juniorského světového šampionátu a v roce 1981 Mistrovství světa juniorů vyhrál. Mezi seniory startoval od roku 1983. Tehdy také dosáhl svého největšího úspěchu, neboť na Mistrovství Evropy vybojoval bronzovou medaili a na Mistrovství světa ve víceboji byl sedmý. Zúčastnil se Zimních olympijských her 1984 (1500 m – 19. místo, 5000 m – 7. místo, 10 000 m – 13. místo). Ve Světovém poháru závodil od jeho první sezóny 1985/1986. Sportovní kariéru ukončil v roce 1988, nicméně roku 1989 se ještě zúčastnil jednoho závodu – norského šampionátu.